# Хежка, Юрий
Ю́рий Хе́жка (в.-луж. Jurij Chěžka, 22 июля 1917 года, Горки, Лужица, Германия — 1944 год, Крагуевац, Югославия) — лужицкий поэт. Писал на верхнелужицком языке. Считается одним из первых представителей лужицкой поэзии нового времени.

## Биография
Родился 22 июля 1917 года в многодетной семье каменщика Миклауша Хежки. После окончания средней школы в Кроствице обучался в архиепископской гимназии в Праге. В этой гимназии изучал чешский язык и литературу. Участвовал в деятельности студенческого братства Serbowka. В 1936 году опубликовал свои первые поэтические произведения в студенческой газете «Сербский студент». При выпускных экзаменах в гимназии в качестве дипломной работы предоставил своё сочинение «Na puću za druhej domiznu», которое представало собой сборник из 23 стихотворений. В дальнейшем публиковал произведения в лужицкой ежедневной газете «Serbske Nowiny». Редактировал газету общества пражских студентов «Gmejnskeje heje».
После окончания архиепископской гимназии поступил на факультет богемистики и германистики Карлова университета. Изучал сорабистику в классе профессора-сорабиста Йозефа Пата.
После оккупации германскими войсками Чехии 15 марта 1939 года был арестован Гестапо и отправлен в Дрезден. После начала Второй мировой войны был призван в армию и отправлен в составе армии на территорию Югославию, где между 13 и 17 октября 1944 года дезертировал в районе Крагеуваца. Предполагается, что перешёл на сторону югославских партизан. После октября 1944 года его дальнейшая судьба не известна.

## Сочинения
- Poezija małej komorki, посмертное издание, Ludowe nakładnistwo Domowina, Budyšin 1971
- Kito Lorenc (Hrsg.): Jurij Chěžka — Die Erde aus dem Traum, Ludowe nakładnistwo Domowina, Budyšin 2002
- Юрий Хэжка. Поэзия малой каморки: Стихи. Пер. с верхнелужиц. К. Бакбергенова. – Алма-Ата: Жазушы, 1985.